# Enrica Rosso
Enrica Rosso (Roma, 19 giugno 1960) è un'attrice italiana.

## Biografia
Nel 1986 recita nel film Il caso Moro accanto a Gian Maria Volonté e Mattia Sbragia.
Nel 1998 lavora con il regista Carlo Verdone sul set del film Gallo cedrone.
Nel 2000 fa parte del cast del film Preferisco il rumore del mare come spalla dei protagonisti Silvio Orlando e Michele Raso.

## Filmografia

### Cinema
- Cicciabomba, regia di Umberto Lenzi (1982)
- Il caso Moro, regia di Giuseppe Ferrara (1986)
- Un uomo sotto tiro (Man on Fire), regia di Elie Chouraqui (1987)
- Rorret (Ad altezza uomo), regia di Fulvio Wetzl (1988)
- Gallo cedrone, regia di Carlo Verdone (1998)
- Preferisco il rumore del mare, regia di Mimmo Calopresti (2000)
- Via del Corso, regia di Adolfo Lippi (2000)
- L'uomo in più, regia di Paolo Sorrentino (2001)
- Apnea, regia di Roberto Dordit (2007)

### Televisione
- Giornalisti – serie TV (2000)
- Le ragioni del cuore, regia di Luca Manfredi, Anna Di Francisca, Alberto Simone – miniserie TV, 1 puntata (2002)
- Maria José - L'ultima regina, regia di Carlo Lizzani – miniserie TV (2002)
- R.I.S. - Delitti imperfetti – serie TV (2005)
- Gino Bartali - L'intramontabile, regia di Alberto Negrin – miniserie TV (2006)
- Don Matteo – serie TV, episodio 13x06 (2022)
- Romulus – serie TV, episodi 2x07-2x08 (2022)
- Brennero – serie TV, episodi 1x07-1x08 (2024)
- Maschi veri – serie TV, episodio 2-7 (2025)